# Anícia
Anícia (em latim: Anicia) foi uma médica e poeta da Grécia Antiga , que viveu por volta de 300 a.C.. Não deve ser confundida com Anícia Juliana, que viveu no final do século V e no VI e foi uma princesa que também escreveu poesia. Uma cratera do planeta Vênus foi nomeado em sua homenagem.